# Labarthe-sur-Lèze
 Labarthe-sur-Lèze  es una población y comuna francesa, en la región de Mediodía-Pirineos, departamento de Alto Garona, en el distrito de Muret y cantón de Portet-sur-Garonne.

## Demografía
| 518 | 810 | 1672 | 2110 | 3772 | 4632 |
| Para los censos de 1962 a 1999 la población legal corresponde a la población sin duplicidades (Fuente: INSEE [Consultar]) |     |      |      |      |      |